# Pickle Lake
Pickle Lake är en ort i Kanada.   Den ligger i provinsen Ontario, i den sydöstra delen av landet, 1 300 km nordväst om huvudstaden Ottawa. Pickle Lake ligger 354 meter över havet och antalet invånare är 425. Pickle Lake Airport ligger nära orten.
Terrängen runt Pickle Lake är platt. Trakten runt Pickle Lake är nära nog obefolkad, med mindre än två invånare per kvadratkilometer.. Det finns inga andra samhällen i närheten. 
I omgivningarna runt Pickle Lake växer i huvudsak barrskog.